# 砂にかいたテレフォンナンバー
『砂にかいたテレフォンナンバー』（すなにかいたテレフォンナンバー）は、たておか夏希による日本の漫画作品。

## 概要
『なかよし』（講談社）において、1993年から1993年まで連載された。

## 書誌情報
たておか夏希 『砂にかいたテレフォンナンバー』 講談社〈講談社コミックスなかよし〉、全1巻
- 1巻、1993年6月6日発行、ISBN 4-06-178752-7